# D2高速公路 (斯洛伐克)
D2高速公路是斯洛伐克的一條高速公路，全長80公里。北起與捷克的邊境，經首都布拉迪斯拉發，進入匈牙利。
工程始於1974年，1978至1980年布爾諾至布拉迪斯拉發段通車，當時全長141公里。捷克斯洛伐克解體後，蘭日霍特以北的61公里路段歸捷克。布拉迪斯拉夫至匈牙利段在2007年西蒂納隧道通車後才全線完工。